# Pinheiro Machado
Pour les articles homonymes, voir Machado.
Pinheiro Machado est une ville brésilienne du Sud-Est de l'État du Rio Grande do Sul, faisant partie de la microrégion des Serras du Sud-Est et située à 348 km au sud-ouest de Porto Alegre, capitale de l'État. Elle se situe à une latitude de 31° 34′ 42″ sud et à une longitude de 53° 22′ 52″ ouest, à une altitude de 439 mètres. Sa population était estimée à 12 939 en 2007, pour une superficie de 2 228 km2.

## Villes voisines
- Caçapava do Sul
- Santana da Boa Vista
- Piratini
- Herval
- Pedras Altas
- Candiota
- Bagé